# Mesabolivar cyaneotaeniatus
Mesabolivar cyaneotaeniatus is een spinnensoort uit de familie trilspinnen (Pholcidae). De soort komt voor in Brazilië. 